# Département de Francisco Morazán
Pour les articles homonymes, voir Morazán.
Le département de Francisco Morazán (en espagnol : Departamento de Francisco Morazán) est l'un des 18 départements du Honduras.

## Historique
Le département a été créé en 1825, après l'indépendance des « Provinces unies du Centre de l'Amérique », sous le nom de « département de Tegucigalpa », date à laquelle on lui a donné le nom actuel, en l'honneur de Francisco Morazán (1792-1842), président de la république fédérale d'Amérique centrale, de 1830 à 1834 et de 1835 à 1839, chef d'État du Salvador, en avril-mai 1832 et en 1839-1840 et chef suprême provisoire de l'État de Costa Rica d'avril à septembre 1842.

## Géographie
Le département de Francisco Morazán est limitrophe :
- au nord, des départements de Comayagua, de Yoro et de Olancho ;
- à l'est, des départements de Olancho et d'El Paraíso ;
- au sud, des départements de Valle et de Choluteca ;
- à l'ouest, des départements de La Paz et de Comayagua.

Sa superficie est de 7 946 km2.

## Subdivisions

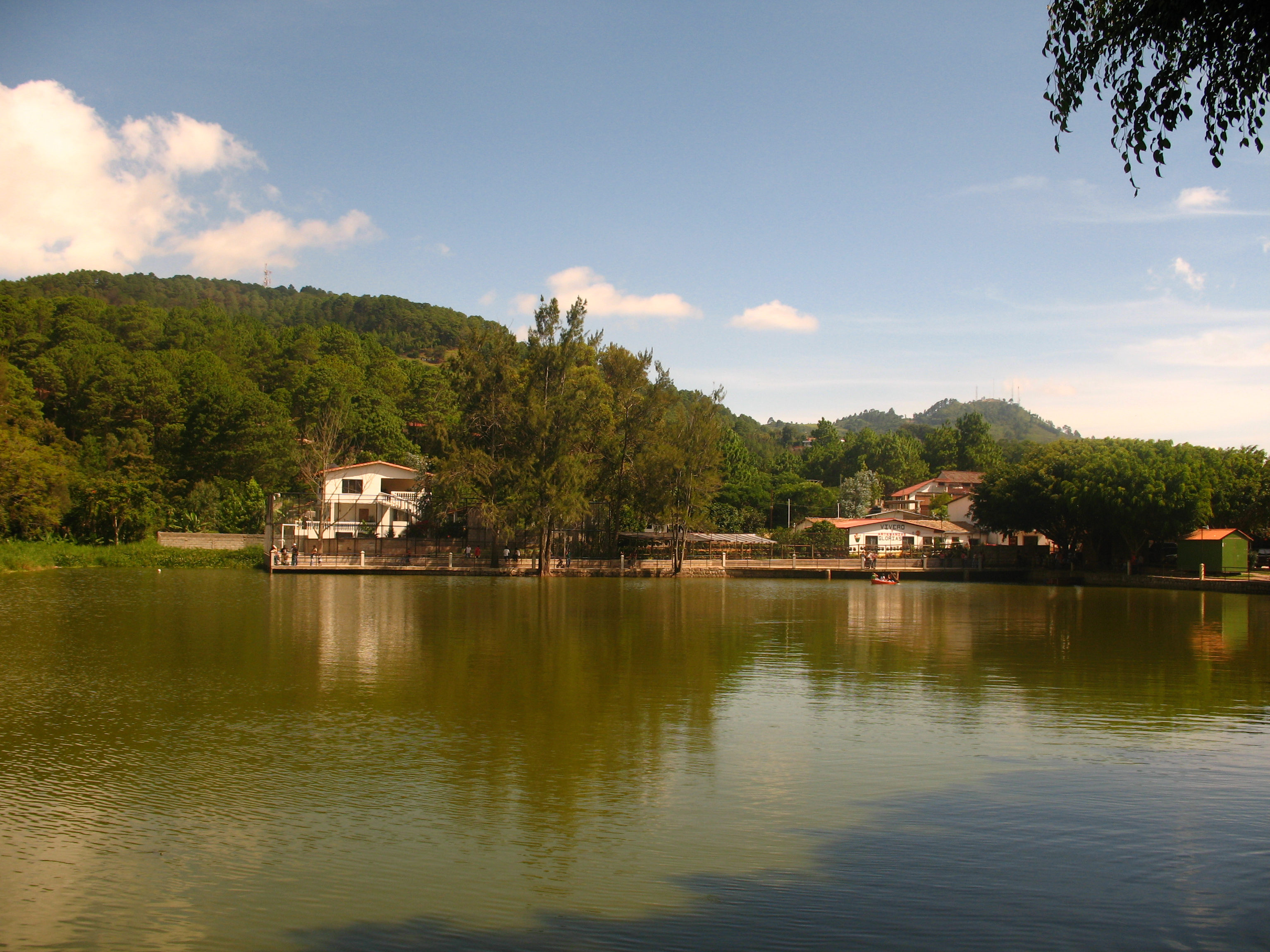
Lac à Santa Lucía.

Le département comprend 28 municipalités :
- Alubarén
- Cedros
- Curarén
- Distrito Central, chef-lieu (en espagnol : Cabecera), incluant la principale ville et capitale du pays, Tegucigalpa.
- El Porvenir
- Guaimaca
- La Libertad
- La Venta
- Lepaterique
- Maraita
- Marale
- Nueva Armenia
- Ojojona
- Orica
- Reitoca
- Sabanagrande
- San Antonio de Oriente
- San Buenaventura
- San Ignacio
- San Juan de Flores
- San Miguelito
- Santa Ana
- Santa Lucía
- Talanga
- Tatumbla
- Valle de Ángeles
- Vallecillo
- Villa de San Francisco

## Démographie
La population s'élève à 1 508 906 habitants au recensement de 2013, soit une densité de population de 190 hab./km2.